# Chamissoa acuminata
Chamissoa acuminata é uma planta da família Amaranthaceae, caracterizada por sua forma de erva ou subarbusto, com folhas alternas e membranáceas. Suas flores pequenas e de coloração creme são uma de suas principais características.

## Distribuição
Essa espécie ocorre em diversos biomas, incluindo a Floresta Amazônica, a Ombrófila, o Cerrado e a Caatinga. Sua adaptação a diferentes ambientes demonstra sua resiliência e importância ecológica na flora brasileira.

## Importância Ecológica
A presença de Chamissoa acuminata contribui para a biodiversidade, fornecendo suporte ecológico para outras espécies vegetais e animais. Seu papel na dinâmica dos ecossistemas locais é objeto de estudo por especialistas em botânica.

## Pesquisas
Pesquisas continuam sendo realizadas para compreender melhor sua distribuição, características morfológicas e possíveis aplicações na conservação da flora brasileira.[carece de fontes?]